# Trefusiina
Trefusiina (лат.) — подотряд мелких круглых червей из отряда Enoplida класса Enoplea.

## Описание
Мелкие круглые черви. Морские свободноживущие нематоды; микробофаги. Амфиды (дистальные части боковых парных хеморецепторных органов чувств) кармановидные (редко спиральные). Головная капсула отсутствует. Передние сенсилы расположены в 3 (6 + 6 + 4) или редко 2 ряда (6 + 10). Кутикула гладкая.

## Систематика
Существуют разные трактовки группы.
В ранге подотряда Trefusiina в составе отряда Enoplida (Smol et al., 2014) включает 2 семейства, 73 рода и 560 видов.
- Подотряд Trefusiina De Ley & Blaxter, 2002[2][7]
  - Семейство Lauratonematidae (4 рода, 14 видов)
  - Семейство Simpliconematidae (1 род, 3 вида) — Антарктика[8]
  - Семейство Trefusiidae (7 родов, 38 видов)
  - Семейство Xenellidae (1 род, 4 вида)

Иногда в Trefusiina включают семейство Trischistomatidae Andrassy, 2007 (роды Tripylina Brzeski, 1963 и Trischistoma Cobb, 1913 из подотряда Tripyloidina) и пресноводно-почвенное семейство Onchulidae (из отряда Triplonchida).
В ранге отдельного отряда Trefusiida  Lorenzen, 1981 включает 4 семейства, 52 рода и 524 вида (2011):
- Отряд Trefusiida  Lorenzen, 1981[1][11]
  - Подотряд Trefusiina  Siddiqi, 1983
    - Надсемейство  Trefusioidea Gerlach, 1966
      - Семейство Lauratonematidae Gerlach, 1953 (3 рода, 12 видов)
      - Семейство Simpliconematidae Blome & Schrage, 1985 (1 род, 3 вида)
      - Семейство Trefusiidae Gerlach, 1966 (6 родов, 38 видов)
      - Семейство Xenellidae De Coninck, 1965 (2 рода, 5 видов)